# Jeton
Een jeton  -  oorspronkelijk een Frans woord  -  was een penning gebruikt om met behulp van een rekenbord of rekendoek te kunnen rekenen. Deze penning nam een waarde aan afhankelijk van het vak waar hij op geplaatst was. Het rekenbord was een veelgebruikt rekenhulpmiddel voor de boekhouding.
Jeton was dan ook synoniem met rekenpenning. Nu worden onder jetons bijvoorbeeld ook speelpenningen, toegangspenningen, penningen voor automaten, muntmeters etc verstaan en is jeton vrijwel synoniem aan het Engelse woord token.
Hieronder een afbeelding van een gildepenning, Antwerpen 1544, gilde van de merceniers, waarvoor ook het begrip jeton wordt gebruikt en van een toegangspenning voor een Engelse scheepswerf eind 18e eeuw, waarvoor typisch het woord token wordt gebruikt.

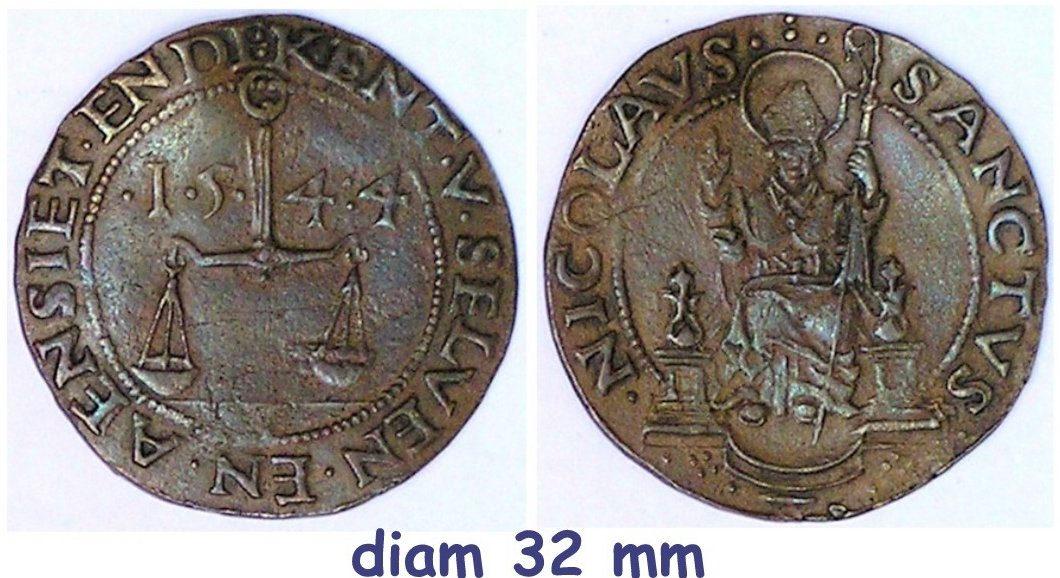
Gildepenning van het Antwerpse gilde van de merceniers, 1544

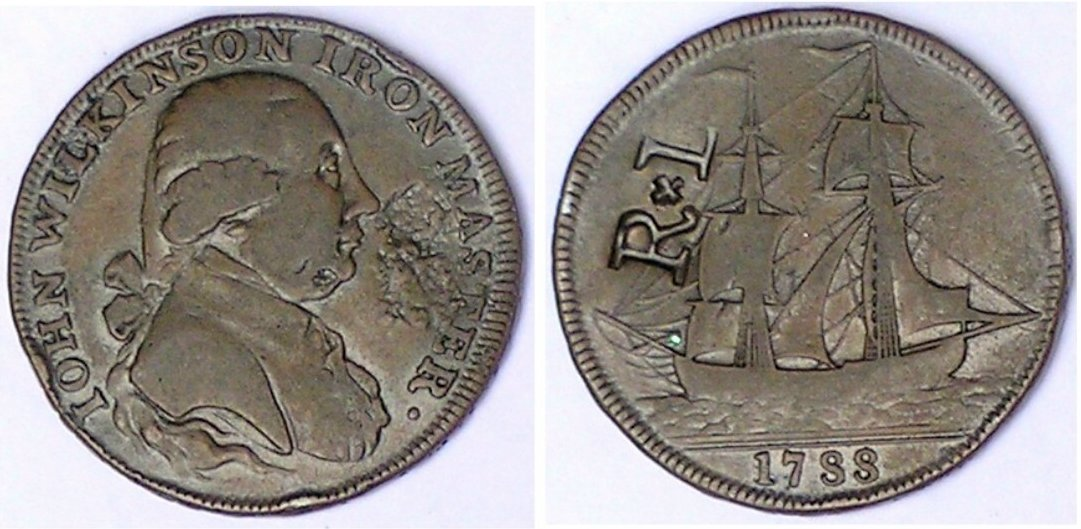
Toegangspenning voor een Engelse scheepswerf, eind 18e eeuw